# Fort Christanna
Fort Christanna war eine Befestigungsanlage auf dem Gebiet des heutigen Brunswick Countys in Virginia an der Grenze zu North Carolina. Der Name setzt sich aus Christus und Queen Anne zusammen. Das Fort wurde von Gouverneur Alexander Spotswood im Jahr 1714 erbaut und 1718 wieder geschlossen. Es diente den Siedlern, insbesondere aber ebenso den benachbarten Indianern als Schutz gegen feindliche Stämme. Darüber hinaus sollten die Indianer missioniert werden und eine Schule besuchen, um die englische Sprache und Kultur zu erlernen.

## Lage und Aufbau
Das Fort lag am Meherrin River im heutigen Brunswick County in Virginia, und die angrenzende Indianerreservation hatte die Größe von rund 90 km² (36 Quadratmeilen).
Zwei alten Beschreibungen zufolge war das Fort in der damals üblichen Form eines Fünfecks angelegt, an dessen Ecken jeweils ein Blockhaus mit einer großkalibrigen Kanone stand. Die 100 Meter voneinander entfernten Ecken waren durch Palisaden mit einem innen liegenden Laufsteg auf einem Erdwall verbunden. Das Fort war ständig von einem Offizier und 12 Männern der Virginian Indian Company besetzt. In drei Kampagnen in den Jahren 1979, 1980 und 1981 wurden archäologische Ausgrabungen vorgenommen, um Erkenntnisse über Details von Aufbau und Aussehen der Anlage zu erlangen. Im Wesentlichen bestätigten die Grabungen die historischen Baubeschreibungen der Anlage.

## Geschichte
Während des Tuscarora-Kriegs (1711–1715) gab es zahlreiche Berichte von indianischen Gräueltaten. Sie beunruhigten die Bewohner Virginias in den Gebieten, die an der sogenannten Frontier lagen, also an der Siedlungsgrenze der europäischen Einwanderer. So entwickelte Gouverneur Alexander Spotswood mit Unterstützung der Bürger den Plan für einen befestigten Ort, in dem die Siedler und die seit 1677 mit Virginia verbündeten Sioux- und Irokesenstämme sicher leben konnten. Das Fort sollte als Schutz vor feindlichen Stämmen dienen. Außerdem plante er die Einrichtung eines Handelsplatzes und einer Schule für indianische Kinder.
Nach Fertigstellung der Anlage im Jahr 1714 besuchte Gouverneur Spotswood die Stämme in der Region und forderte sie auf, unter dem Schutz von Fort Christanna zu leben. Die Sioux sprechenden Saponi, Tutelo und Occaneechi folgten ihm in das ihnen zugeteilte Gebiet, während die irokesischsprachigen Nottoway und Meherrin das Angebot ablehnten. Sie wollten nicht in der Nähe der Sioux wohnen. Auf der Südseite des Meherrin Rivers siedelten Angehörige der Sioux sprechenden Occaneechi, Monacan, Manahoac, Eno, Tutelo und Saponi, während auf der Nordseite die Nansemond zu finden waren, die zu den Algonkin mit anderer Sprache und Kultur gehörten. Die Indianer bestellten die Felder mit Mais und Tabak; die meisten von ihnen sollten diese Reservation jedoch nur vier bis fünf Jahre lang bewohnen. Innerhalb des Forts befand sich eine Schule für indianische Kinder. Der Lehrer, Charles Griffin, unterrichtete sie in englischer Sprache, so dass sie die Bibel lesen und die gebräuchlichen Gebete erlernen konnten.
1718 wurde zwischen den Briten und den Irokesen in New York ein Vertrag abgeschlossen, in dem sie versicherten, niemals mehr das Land östlich der Blue Ridge Mountains zu betreten. Die Bürger Virginias stimmten dafür, die Arbeit im Fort zu beenden und den Lehrer zu entlassen. Die Indianer wurden aufgefordert, die Reservation baldmöglichst zu verlassen. Trotzdem blieben die Saponi und Tutelo noch mehrere Jahre in der Nähe des Forts im Dorf Junkatapurse. Um 1730 begannen sie, in kleinen Gruppen abzuziehen, wobei der größte Teil 1740 nach Shamokin in Pennsylvania zog. 1753 wurden sie formell von der Cayuga Nation in New York adoptiert. Inzwischen hatten Kolonisten das Land am früheren Fort in großer Zahl besiedelt, so dass das Gebiet als 1720 separates County ausgewiesen wurde. Benannt wurde es nach dem Herzogtum Braunschweig-Lüneburg in Deutschland, da einer der Titel der britischen Könige Duke of Brunswick-Lunenburg aus dem Hause Hannover lautete.
Aktuelle Nachforschungen ergaben, dass Nachkommen einiger indianischer Familien aus dem Fort Christanna heute in den Countys Greensville, Brunswick und Mecklenburg in Virginia sowie Northampton in North Carolina leben und nachweislich indianische Vorfahren haben. Diese Familien stammen offenbar von indianischen Bewohnern am Fort ab, die niemals weiter fortgezogen waren.